# Лопата (Жужемберк)
Лопата (словен. Lopata) — поселення в общині Жужемберк, регіон Південно-Східна Словенія, Словенія. Висота над рівнем моря: 368,2 м.